# Erin Pac
Erin Pac, född 30 maj 1980 i Farmington i Connecticut, är en amerikansk bobåkare.
Hon tog OS-brons i damernas tvåmanna i samband med de olympiska bobtävlingarna 2010 i Vancouver.